# Embelia myriantha
Embelia myriantha är en viveväxtart som beskrevs av Carl Christian Mez. Embelia myriantha ingår i släktet Embelia och familjen viveväxter. Inga underarter finns listade i Catalogue of Life.